# Zoltán Döhme

Zoltan Döhme

Zoltán Döhme, auch Zoltan Döme bzw. Zoltan Doeme (1864 in Ungarn – 16. Januar 1935 in München) war ein ungarischer Opernsänger (Bariton/Tenor) und Gesangspädagoge.

## Leben
Für die militärische Karriere bestimmt, wechselte derselbe, nachdem er seine Stimme entdeckt hatte, den Beruf, studierte in Wien und London bei ersten Gesangsmeistern und widmete sich der Bühne. Sowohl in der italienischen Oper des Coventgarden-Theaters in London („Donner“, „Wotan“ etc.) als auch in den Konzerten daselbst verdiente er sich seine Sporen. Im Jahre 1893 jedoch gelangte er zur Überzeugung, dass er keinen Bariton, sondern einen Tenor besitze, vertraute dem Professor Giovanni Sbriglia in Paris die Hauptschulung des Organs an, und zwar mit solchem Erfolg, dass er bereits 1894 sein Debüt als Tenorist in der Titelrolle des Parsifal bei den Bayreuther Festspielen wagen konnte.
1896 heiratete er Lillian Nordica, die Ehe scheiterte 1904.
Nach Beendigung seiner Karriere lebte er als Gesangspädagoge in München.